# 内卡苏尔姆
内卡苏尔姆（德語：Neckarsulm，發音：[nɛkaʁˈzʊlm] ⓘ）是德国巴登-符腾堡州斯图加特行政区海尔布隆县的城市，面积24.94平方千米，2023年12月31日人口为26,523人，是海尔布隆县人口最多、经济最重要的城市，也是海尔布隆-弗兰肯地区以及斯图加特大都市区的地理中心之一。
该市因位于内卡河与苏尔姆河交汇处附近而得名，其核心城区与邻近城市海尔布隆无缝连接。施瓦茨集团总部位于内卡苏姆。

## 友好城市
- 法國 卡尔莫（1958年）
- 義大利 博尔迪盖拉（1963年）
- 瑞士 格倫興（1988年）
- 德国 乔保（1990年）
- 匈牙利 布达凯西（1993年）